# Abolboda egleri
Abolboda egleri är en gräsväxtart som beskrevs av Lyman Bradford Smith och Robert Jack Downs. Abolboda egleri ingår i släktet Abolboda och familjen Xyridaceae.

## Underarter
Arten delas in i följande underarter:
- A. e. brevifolia
- A. e. egleri